# Казарцев, Василий Анатольевич
Василий Анатольевич Казарцев (род. 4 декабря 1979, Рождественское, Воронежская область) — российский футбольный судья всероссийской категории.
С 2000 года стал работать помощником судьи, а с 2001 года — главным судьёй, в турнире КФК. Во втором дивизионе дебютировал главным судьёй в 2003 году. С 2007 года стал обслуживать матчи первого дивизиона. В 2012—2014 годах провёл 12 матчей в качестве главного судьи в чемпионате России (премьер-лиге).
Окончил Военную инженерно-космическую академию имени А. Ф. Можайского (2001), Ленинградский государственный университет имени А. С. Пушкина (2009). имеет профессии инженера-математика (математическое обеспечение автоматизированных систем управления) и педагога по физической культуре. Кандидат в мастера спорта по мини-футболу.